# Tauler de control (Windows)
|  | Per a altres significats, vegeu «tauler de control». |

El tauler de control és una part de la interfície gràfica de Microsoft Windows que permet als usuaris que veure i que manipular ajustos i controls del sistema bàsic, com ara agregar nou maquinari, afegir o suprimir programes, comptes d'usuari i opcions d'accessibilitat entre altres opcions de sons i pantalla.
El tauler de control ha estat una part inherent del sistema operatiu de Microsoft Windows des del seu llançament (Windows 1.0), amb molts dels applet actuals agregats en les últimes versions. El tauler de control és un programa independent, no una carpeta com apareix, que està assolit del menú del començament, i s'emmagatzema en el directori system32 de la miniapplet Connexions de Xarxa, que té com a funció; instal·lar, configurar i reparar una xarxa domèstica o corporativa. També serveix per compartir fitxers i carpetes.